# Bunodophoron melanocarpum
Bunodophoron melanocarpum är en lavart som först beskrevs av Olof Swartz, och fick sitt nu gällande namn av Wedin. Bunodophoron melanocarpum ingår i släktet Bunodophoron och familjen Sphaerophoraceae.   Inga underarter finns listade i Catalogue of Life.

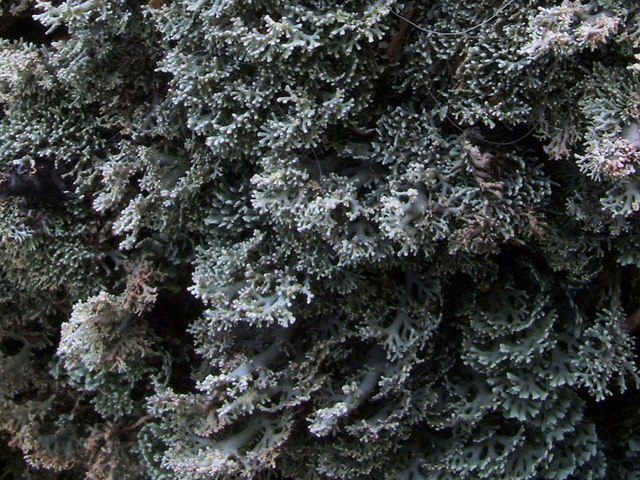